# Mercedes-Benz SL73 AMG
Mercedes-Benz SL73 AMG — крайне редкий автомобиль SL-серии (модель R129), впервые выпущенный в 1995 году. Всего было собрано 85 подобных моделей. 

## История
Автомобиль Mercedes-Benz SL73 AMG был сконструирован инженерами тюнинг-ателье Mercedes-AMG в 1995 году и обладал самым мощным двигателем V12, который когда либо присутствовал в автомобилях SL-класса. Его объём составлял 7291 см3, а мощность — 386 кВт (525 л.с.).
После небольшого перерыва модель снова была выпущена ограниченным тиражом с апреля 1998 по май 2001 год. Тот же самый 7.3 V12 двигатель позже был использован в автомобиле Pagani Zonda итальянского производителя спорткаров Pagani Automobili.
Цена на автомобиль в Германии в 1999 году составляла свыше 300 000 марок, в то время как версия SL600 стоила 225 000 марок.

## Технические характеристики
При разработке автомобиля специалисты из тюнинг-ателье взяли за основу 12-цилиндровый двигатель Mercedes-Benz M120. Сначала в нём заменили коленчатый вал на новый, с увеличенным расстоянием между коренной и шатунной шейкой. Затем расточили цилиндры блока. В связи с этой модификацией были применены новые шатуны и поршни из титана, что в результате увеличило объём с 6 литров до 7.3. Доработке подверглись и головки блока. Кроме того, инженеры применили новое программное обеспечение системы управления двигателем и обновили выпускную систему. В результате всех модификаций мощность двигателя возросла с 394 сил до 525 лошадиных сил, что позволило SL 73 AMG конкурировать с Ferrari и Lamborghini тех лет. Крутящий момент возрос до 750 Н·м при 4000 об/мин (для сравнения у Lamborghini Diablo SV тех лет он составлял 605 Н·м, у заводского SL600 — 570 Н·м).
Коробка переключения передач была применена 5-ступенчатая, автоматическая 5G-Tronic с ручным режимом. Благодаря всем модификациям, автомобиль смог разгоняться с 0 до 100 км/ч за 4.8 секунды. Чтобы избежать пробуксовки при резком старте с места, необходимо было активировать систему ESP. Разгон с нуля до 200 км/ч составлял 15 секунд, что на целых 5 секунд быстрее чем SL600. Максимальная скорость была ограниченна электроникой на отметке в 250 км/ч.
Кроме того, специально для SL 73 AMG были созданы увеличенные колёсные диски размером 18 дюймов. Тормозная система и шасси остались без изменений.
Стандартный руль был заменён на фирменный от AMG с деревянной отделкой, а новый спидометр был рассчитан на скорость до 300 км.ч.

## Галерея

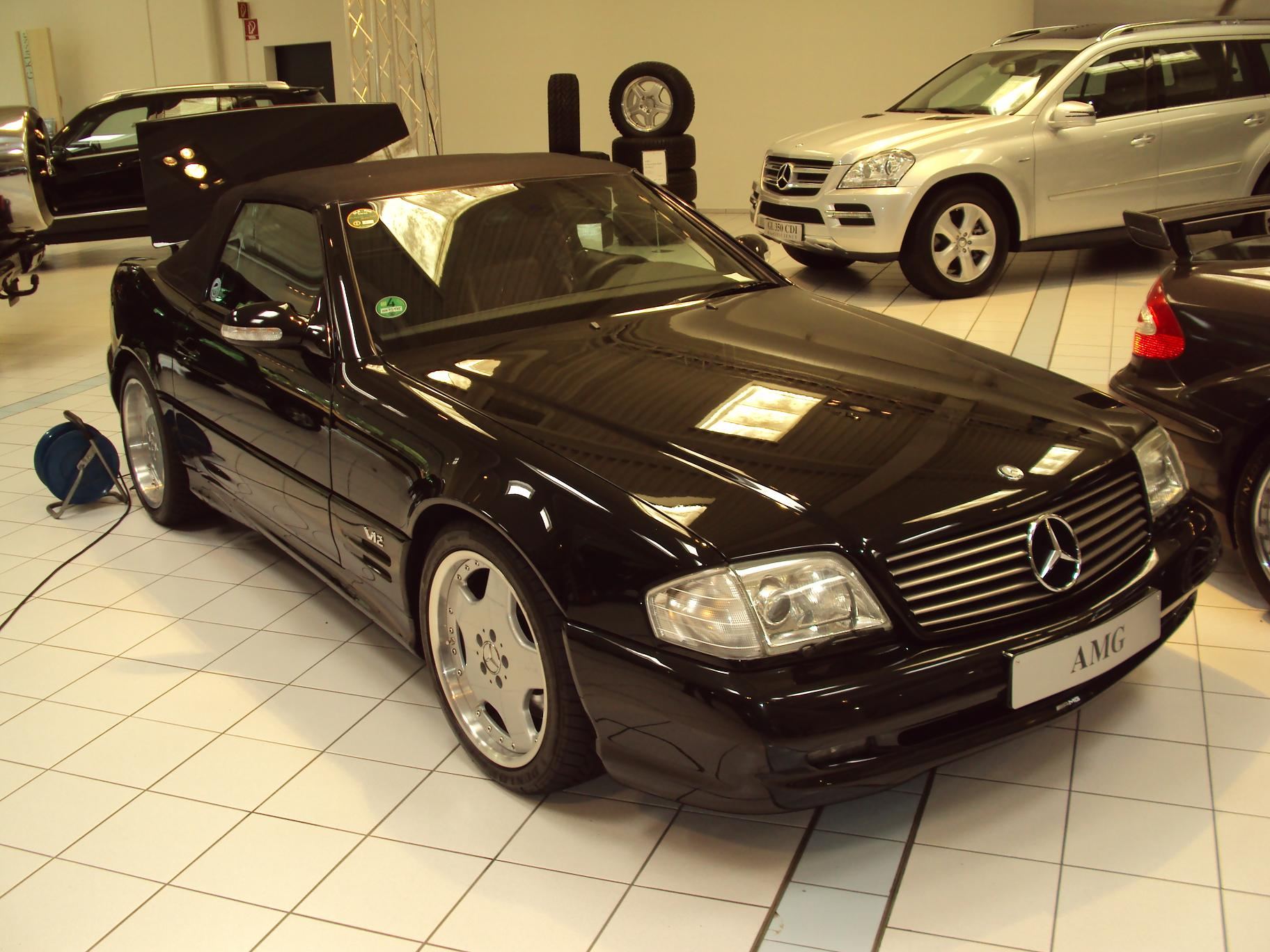
Mercedes-Benz SL73 AMG, Гамбург
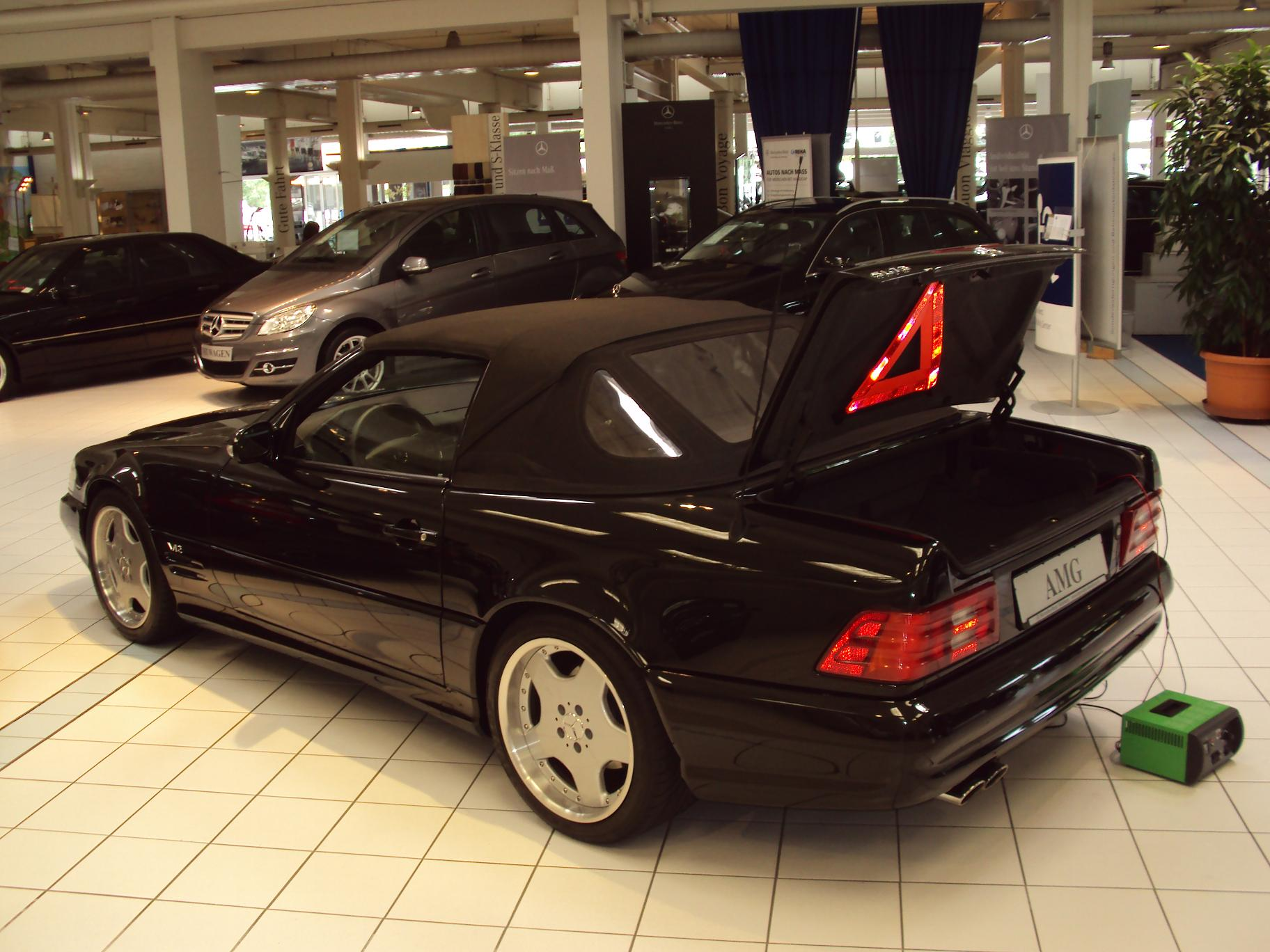
Mercedes-Benz SL73 AMG, Гамбург
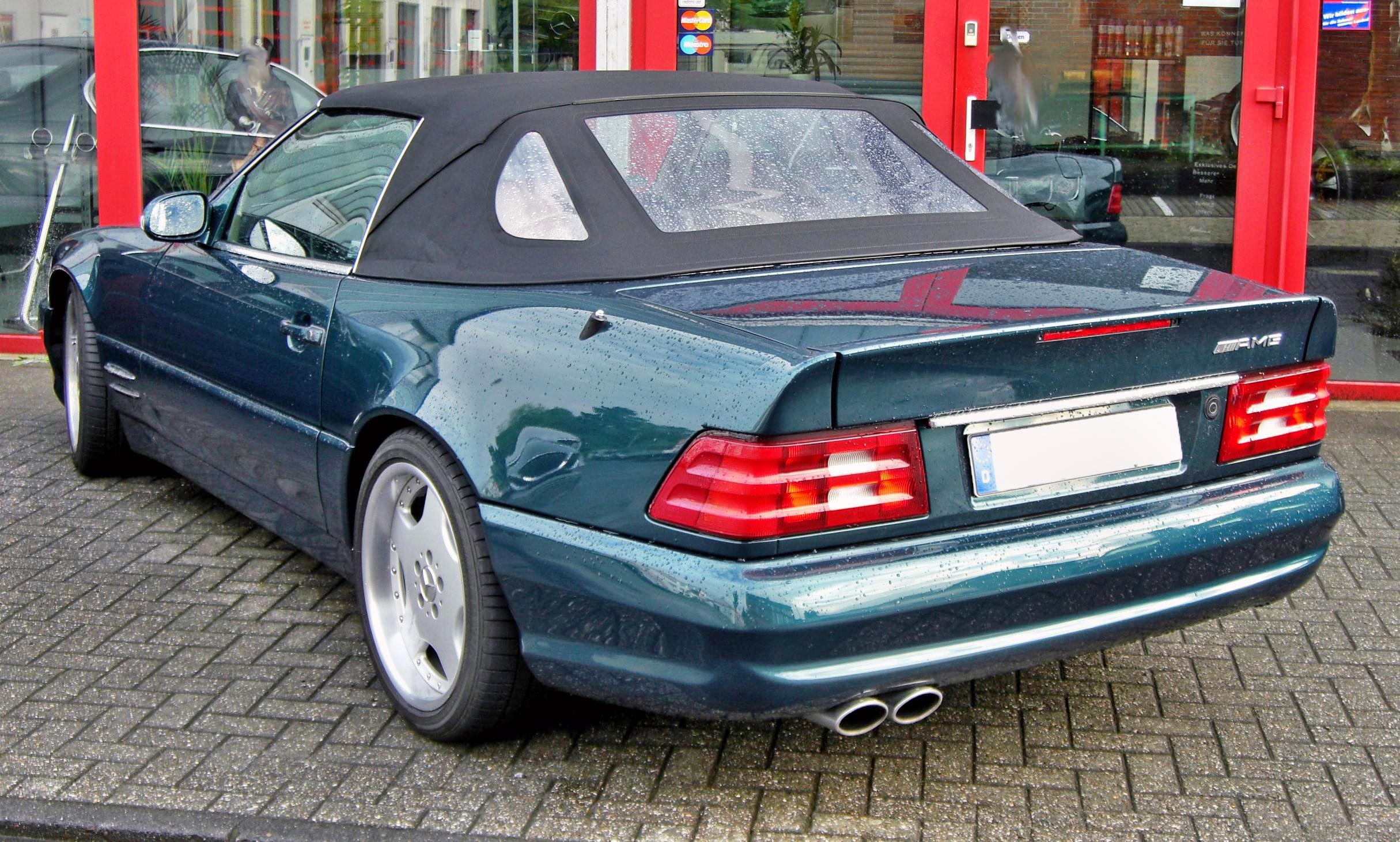
Mercedes-Benz SL73 AMG
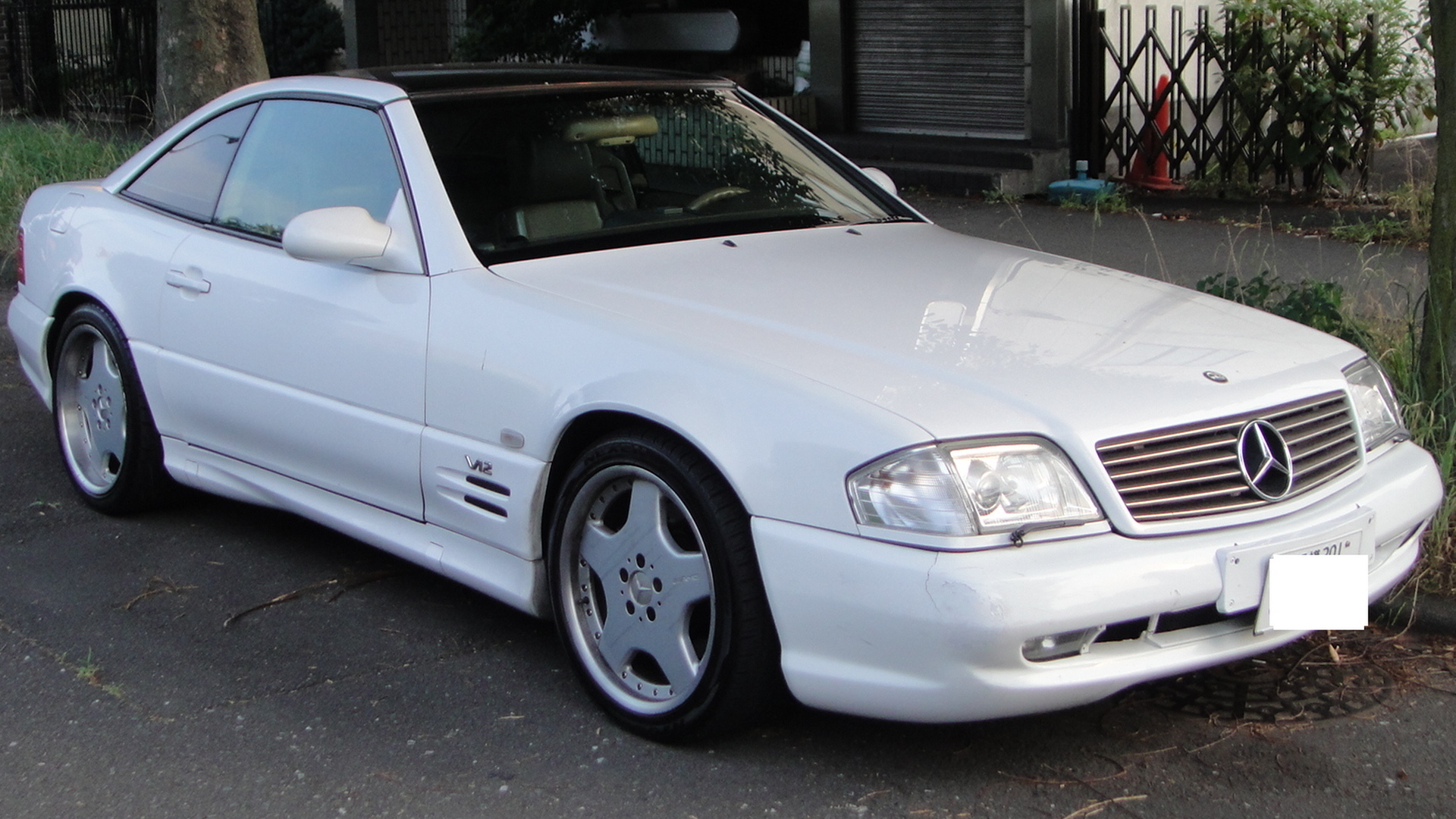
SL73 AMG (R129)
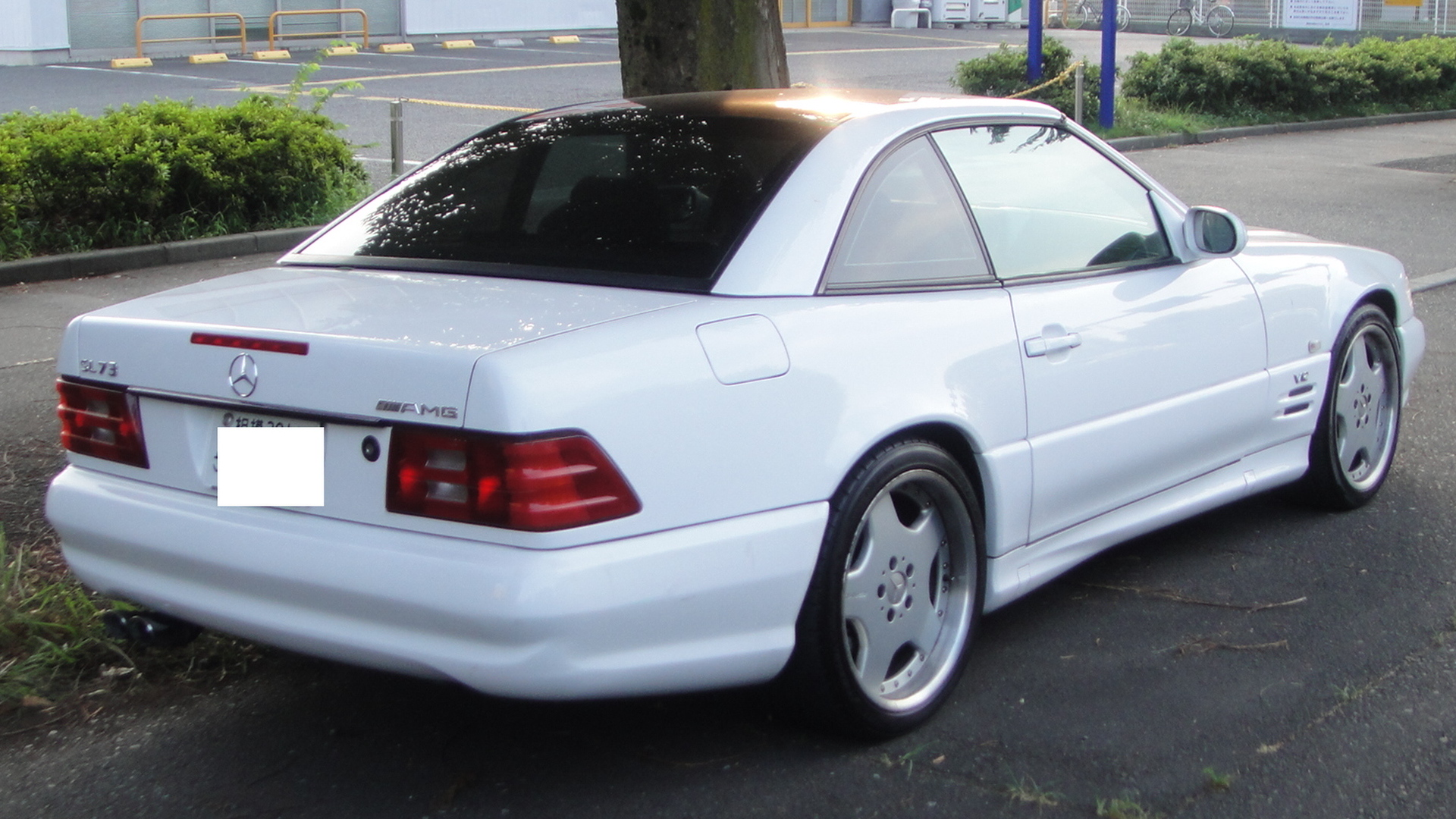
SL73 AMG (R129)